# Віскікурня Tomatin

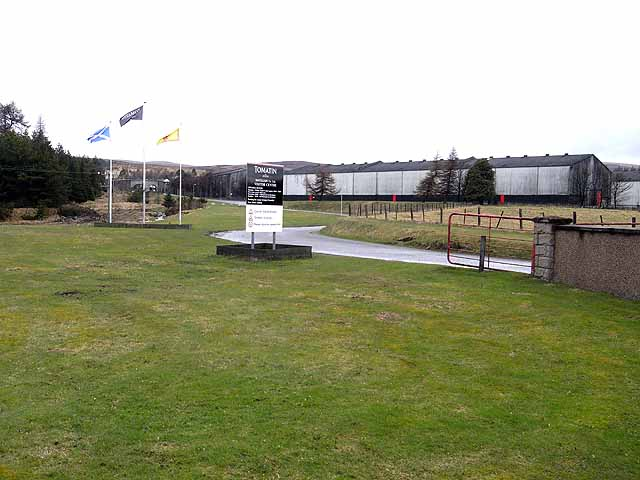
Віскікурня Tomatin

Віскікурня Tomatin — дистилерія шотландського односолодового віскі в одноіменному селі Томатін. Віскі з дистилерії класифікується як виготовлений у регіоні Хайленд, оскільки він розташований за 25 хвилин на південь від Інвернесса. Віскікурня належить компанії Takara Shuzo. Близько вісімдесяти відсотків віскі Tomatin йде на виготовлення купажованого віскі, включаючи власні бренди Antiquary і Talisman.

## Історія віскікурні Tomatin
Вважається, що віскі дистилювали на цьому місці з 16-го століття, коли погони худоби купували в місцевому перегонному заводі, винокурний завод був заснований у 1897 році під назвою Tomatin Spey Distillery Co Ltd.

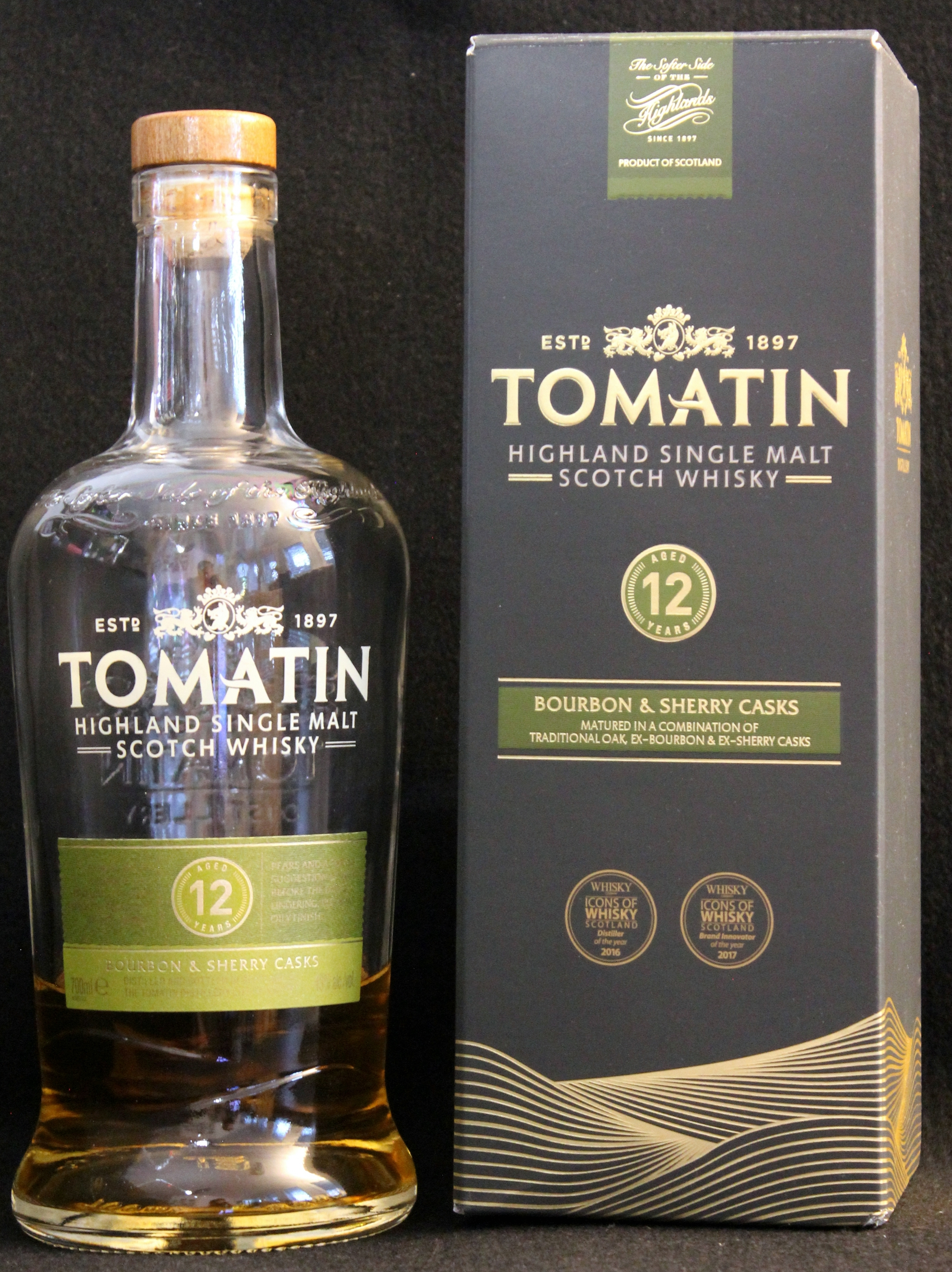
Сучасний вигляд віскі Tomatin 12 YO

До 1958 року у дистилерії було лише з дваїхмідні куби. Починаючи з того часу, вони почали додавати мідні куби для збільшення виробничих потужностей, зрештою досягнувши виробництва 12,5 мільйонів літрів віскі на рік протягом 1970-х років. Хоча в 1987 році Tomatin називався найбільшим солодовим заводом у Шотландії, з середини 1980-х років перегонні куби були демонтовані, довівши їхню загальну потужність до більше 5 мільйонів літрів, хоча станом на 2007 рік вони виробляли лише 2,5 мільйона літрів.
Компанія збанкрутувала в 1906 році і знову відкрилася новим власником у 1909 році. Після ліквідації її власників у 1986 році її придбав японський конгломерат Takara Shuzo та перейменував на Tomatin Distillery Co Ltd.
Останнім часом дистилерія намагається утвердити своє ім'я виробника односолодових віскі і розширює свій основний асортимент. У 2003 році базовий солод Tomatin 10-річної витримки був замінений на 12-річний. Часто випускаються й інші обмежені видання, включно з 32-річним, 40-річним і однобочковими віскі. Нещодавно лікеро-горілчаний завод почав виготовляти злегка торфований односолодовий віскі під назвою Cù Bòcan, який виробляється на заводі 1 тиждень на рік.
У рамках нової стратегії просування продукції майстри винокурні The Tomatin Distillery оновили зовнішній вигляд лінійки односолодового віскі. З березня 2016 року Tomatin одягається в пляшки нової форми, змінив зовнішній вигляд упаковки та етикетки.
За розробку нового стилю відповідало агентство Pocket Rocket Creative – неодноразовий переможець конкурсу Scottish Creative Awards – відомий тісною співпрацею з індустрією віскі. Яскравими прикладами їхньої роботи можна вважати дизайн таких віскі як Yula та Scallywag від Douglas Laing, 42-річний Ledaig, рідкісний реліз Illicit Stills від Isle of Arran's, ювілейний реліз Benriach.

## Особливості віскі Tomatin

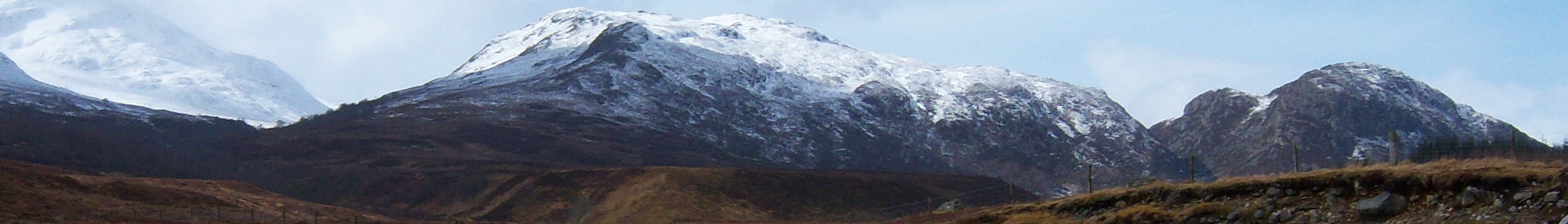
Гори Монадліат

Головний акцент виробник робить на якості м'якої води, яку беруть з невеликого чистого струмка Алт-на-Фріт (Alt-na-Frith), який бере свій початок у горах Монадліат (Monadh Liath, у перекладі з гаельської «сірі гори»), на висоті 315 метрів над рівнем моря.
Якщо основна частина часу старіння алкогольного напою протікає в дубових бочках з-під бурбону, то в останні місяці майбутній напій проводить у бочках з-під інших різних напоїв. Наприклад, односолодовий віскі Tomatin 12 Year Old і Tomatin 18 Year Old «фінішуються» (стадія finish) у бочках з-під іспанського хересу Олоросо (Oloroso Sherry).

## Різноманітність віскі Tomatin
1. Купажовані — основна масса всього віскі Tomatin. Тут представлені варіації віскі Antiquary (Finest,`12, `21), а також дрібні торгові марки Grand Alistair, Legendary Scot, Ancient Clan та інші.
2. Односолодові — лінійка односолодового віскі Tomatin виготовлена у різних бочках та з різними періодами витримки.
3. Лімітовані — колекції серій шотландського віскі Tomatin, які були випущені або випускаються вкрай обмеженим тиражем до кількох сотень пляшок, через що моментально     стають метою колекціонерів. Кожна така партія розливається з однієї чи кількох бочок.
4. Архівні — це колекційні та ексклюзивні лімітовані партії віскі, які були випущені 20, 30 та 40 років тому. Наприклад, Tomatin 1976 - скотч міцністю 47.2%, у розмірі всього 107 пляшок,                дистиляція якого була проведена в 1976 році, з подальшою витримкою в бочках з американського дуба, в якому вже витримували бурбон, і розливом у 2008 році. Або ж Tomatin 30 year old версії 2007 року - з 30-річною витримкою в бочках з-під іспанського хересу Олоросо.

## Лімітовані релізи віскікурні
Щороку віскікурня Томатін випускає обмежену серію віскі, дозволяючи продемонстротувати вплив різноманітних дубових бочок та віку на смак віскі Томатін.  
"Sherry Collection" - колекція 2024 року, яка складається з трьох різних виразів шотландського односолодового віскі, витриманих у бочках з-під хересу Manzanilla, Palo Cortado та Pedro Ximénez, кожна з яких обрана для того, щоб підкреслити виняткові аромати, які ці бочки додають до дорогоцінного односолодового віскі.
Tomatin 10YO Sherry Collection Manzanilla Edition - лімітоване видання віскі дистильовано у 2014 році та витримане на фініші у бочках з-під хересу Мансанілья упродовж двох років. Напій несе в собі глибину з чудовими відтінками хліба на заквасці та солоного попкорну, ідеально збалансованим з мотивами сухофруктів, ромашкового чаю, грейпфруту, кленового сиропу та солоних волоських горіхів у смаку. Характерний для Manzanilla смак злегка солонуватий з посмаком теплого коричневого масла.
Tomatin 15YO Sherry Collection Palo Cortado Edition - лімітоване видання віскі дистильовано у 2008 році та витримане 15 років, з яких на фініші три роки у бочках з-під  сухого хересу Пало Кортадо. Букет з нотами ірисок та сушеного апельсина забезпечує насичений і привабливий вступ, за яким слідують ноти молочного шоколаду, підсмаженого фруктового хліба та бразильських горіхів у смаку. Смак гострий і складний з відтінками чорного чаю та імбиру.
Tomatin 17YO Sherry Collection Pedro Ximenez Edition - лімітоване видання віскі дистильовано у 2006 році та витримане 17 років, з яких вісім років на фініші у бочках з-під солодкого хересу Педро Хіменес. В букеті розкривається нотами ірискового пудингу та еспресо, лимонного курду, солодкого сиропу, фініків, сушеного інжиру та цукру мусковадо у смаку. Посмак довгий з нотами рому, родзинок і декадентського чорного шоколаду.
Кожне видання Sherry Collection поставляється в класичній пляшці Tomatin об’ємом 70 мл з характерною упаковкою, яка поєднує в собі насичені та сільські тони ландшафту шотландського нагір’я, одночасно відтворюючи яскраві кольори класичного хересу. Маркування на вторинній коробці позначає текстуру деревини, щоб підкреслити різні варіанти обробки бочок.  
"Italian Edition" - представляє собою лімітовану колекцію, випущену 5 вересня 2023 року, з трьох видів односолодового віскі Томатін витримані 12 років у бубових бочках з яких: 11 років у традиційних дубових бочках та біля 14 місяців на фініші у дубових бочках з-під червогого сухого вина Баролло, Амароне та білої солодкої Марсали.
Barolo - аромати глінтвейну та чорного шоколаду,  у смаку присутні нотки пряного меду з журавлиною та свіжим цитрусом у формі грейпфрута. Легкий танін і цукровий мигдаль залишаються на фініші.
Amarone - аромати груш-пашот, традиційного ревеню та заварних цукерок, тоді як у смаку ноти полуничного джему супроводжуються турецькими ласощами та легким здобним тістом. Посмак насичений червоним яблуком, приправленим корицею.
Marsala  - аромати панеттоне та зацукрованого лайма, ноти білого шоколаду, лимонних трюфелів та фундука ідеально балансують у смаку. Солодкий цитрус повертається на фініші з червоним апельсином у супроводі нот смаженого дуба.    
"Port Edition" - вишукані релізи від віскікурні Томатін випущені у 2022 році, які найкращим чином передають палітру ароматів та смаків португальських напоїв.
- Port Edition демонструє аромат шварцвальдського пирога з теплими нотами спецій та лісових ягід - ожина, малина та вишня, на завершення - солодкі ноти персика та абрикоса.
- Moscatel Edition пропонує солодкі відтінки мармеладу, меду та солоної карамелі в поєднанні з відтінками цитрусових, що ідеально збалансовані з мотивами імбиру та бадьяном.
- The Madeira Edition з яскраво вираженими нотами меду та лимону, які переходять у відтінки ірисок та тушкованих яблук, завершують композицію мотиви патоки.

"French Collection" - обмежений випуск 2021 року демонструє унікальний вплив різних типів бочок з-під популярних французьких напоїв.
Віскі, дистильовано у 2008 році, та витримано у традиційних дубових бочках, та з часом переміщений у бочки з-під вина Монбазіляк, Сотерн, Рівальт та традиційного французького Коньяку.
"Five Virtues" - обмежена та унікальна серія від Tomatin Distillery (з релізом 6000 пляшок кожного з 5 видів)
Five Virtues можна перевести, як «П'ять чеснот», присвячені п'ятьом пов'язаним елементам, що визначають цикл нашого життя. Так, вода напитує деревину, деревина підтримує вогонь, вогонь дає життя землі, земля дає метал, а метал збирає воду. Етикетки малювала художниця Єва Ульріх.
Відповідно до лінійки Five Virtues увійшло п'ять обмежених релізів:
- Tomatin Wood (Дерево)
- Fire (Вогонь)
- Earth (Земля)
- Metal (Метал)
- Water (Вода)

## Нагороди віскікурні Tomatin
Винокурня Томатін по праву вважається однією з найкращих на ринку. Це підтверджують такі нагороди, як:
- Дистилерія року 2016 за версією Icons of Whisky Scotland
- Бренд інноватор 2017 від Icons of Whisky Scotland
- Екологічна віскікурня 2023 року за версією Icons of Whisky Scotland